# Carmen Heeb-Kindle
Carmen Heeb-Kindle (* 23. April 1985 als Carmen Kindle) ist eine liechtensteinische Politikerin (VU). Sie ist seit 2025 Abgeordnete im liechtensteinischen Landtag.

## Biografie
Heeb-Kindle ist beruflich als Lehrerin tätig und unterrichtet an der Primarschule Berschis und der Schule Walenstadt.
Im Februar 2025 wurde sie für die Vaterländische Union in den Landtag des Fürstentums Liechtenstein gewählt.
In ihrer Freizeit ist sie bei den liechtensteinischen Pfadfindern aktiv. Zu diesen kam sie durch ihren Vater, der 30 Jahre Leiter in der Abteilung Balzers war. Heeb-Kindle selbst ist Präsidentin der Pfadfinder und Pfadfinderinnen Liechtensteins.
Sie ist verheiratet und hat zwei Kinder.